# MBDA Sea Venom
Sea Venom är en sjömålsrobot som utvecklats av MBDA för att utrusta den franska flottan och Royal Navy. Missilen är känd som Anti-Navire Léger (ANL) i Frankrike och Sea Venom (tidigare Future Anti-Surface Guided Weapon (Heavy)) i Storbritannien. Den förväntas gå in i service i Royal Navy i slutet av 2020. Den första testskjutningen, som genomfördes från en AS365 Dauphin, ägd av Frankrikes DGA-försvarsupphandlingsbyrå, genomfördes framgångsrikt den 21 juni 2017.

## Design
Sea Venom är designad som en efterträdare till den franska Aérospatiale AS.15TT och den brittiska BAe Sea Skua. När den tas i tjänst, kommer Sea Venom utrusta Panther- och NH90-helikoptrar i franska marinen och Wildcat-helikoptrar i Royal Navy. På grund av delade egenskaper med sina föregångare kan enligt MBDA Sea Venom lätt kunna integrera på plattformar som redan bär Sea Skua eller AS.15TT.
I likhet med sina föregångare är Sea Venom utformad för att attackera ytmål, till exempel snabba robotbåtar, som sträcker sig i storlek mellan 50 och 500 ton, samt större ytmål upp till korvettstorlek. Med sin 30 kg stridsspets kan roboten också orsaka betydande skador på större fartyg genom precisionsattack mot en viss svag punkt och kan också attackera markbaserade mål. Medan dess exakta räckvidd är för närvarande inte är känt, har MBDA uppgett att roboten har en lång räckvidd som gör att det kan avfyras från bortom räckhåll för de flesta moderna luftförsvarssystem. Roboten kan hantera flera angreppssätt, inklusive radarundvikning och "pop up / top attack". Sea Venom använder en IR-målsökare med möjlighet till mänsklig styrning via datalänk. Detta ger roboten möjlighet att attackera antingen helt autonomt eller under mänsklig styrning.
MBDA arbetar också med en landbaserad variant av roboten.